# Столичные новости
«Столи́чные но́вости» (укр. Столичні новини) — київська громадсько-політична газета, що проіснувала з 1998 по 2012 рік. Засновником газети був Вадим Рабінович. Газета виходила російською мовою.

## Журналісти
- Константинов Юрій Іванович — заступник головного редактора
- Бриних Михайло Сергійович — колумніст.